# PH, podemos hablar (Uruguay)
PH, podemos hablar es un programa de televisión uruguayo de entrevistas, debate e interés general estrenado el 30 de septiembre de 2020 por Canal 4. Presentado por Gonzalo Cammarota, se trata de una adaptación local del formato argentino del mismo nombre. La segunda temporada se estrenó el 3 de marzo de 2021.
A inicios de abril de 2021 se anunció que PH Uruguay sería retirado de la programación de Canal 4, debido al estancamiento en las negociaciones de la emisora con Telefe, dueña del formato, por la renovación del contrato de exclusividad, el cual había caducado el 31 de diciembre de 2020. Tras su salida temporal del aire se emitió un nuevo programa de Los 8 escalones.  Tras meses de negociaciones, se llegó a un acuerdo, y el programa volvió a emisión el 17 de septiembre de 2021.

## Formato
El programa reúne a diferentes personalidades del mundo de la política, el espectáculo, el deporte y otras áreas, de diversas opiniones y posturas ideológicas, con la intención de que se genere diálogo entre los invitados.

## Producción
La producción del programa está a cargo de Metrópolis Films. La misma fue supervisada por Andy Kusnetzoff, quién a su vez, apareció en la primera emisión, dando su "bendición".

## Temporadas
| Temporada                | Temporada | Programas | Estreno                  | Final                   |
| ------------------------ | --------- | --------- | ------------------------ | ----------------------- |
|                          | 1         | 13        | 30 de septiembre de 2020 | 23 de diciembre de 2020 |
|                          | 2         | 21        | 3 de marzo de 2021       | 31 de marzo de 2021     |
| 17 de septiembre de 2021 | 2         | 21        | 30 de diciembre de 2021  |                         |
|                          | 3         | 29        | 3 de junio de 2022       | 22 de diciembre de 2022 |
|                          | 4         | 34        | 5 de mayo de 2023        | 21 de diciembre de 2023 |
|                          | 5         | —         | 12 de septiembre de 2024 | —                       |
| Total                    | Total     | —         | —                        | —                       |

### Primera temporada: 2020
| N.º Serie | N.º Temp. | Fecha de emisión                    | Invitados |
| --------- | --------- | ----------------------------------- | --- |
| 1         | 1         | Miércoles, 30 de septiembre de 2020 | Ver listaGraciela Rodríguez (actriz) Carlitos Páez (escritor y conferencista) Gustaf van Perinostein (actor) Fabián Delgado (músico) Giannina Silva (modelo) Peke 77 (trapero)                                          |
| 2         | 2         | Miércoles, 7 de octubre de 2020     | Ver listaCésar Troncoso (actor) Andy Vila (comunicadora) Jorge Nasser (músico) Meri Deal (música) Andrés Ojeda (abogado y político) Esteban Batista (baloncestista)                                                     |
| 3         | 3         | Miércoles, 14 de octubre de 2020    | Ver listaJorge Esmoris (actor) Hugo Soca (chef) Valeria Tanco (comunicadora) Fito Galli (actor y educador) José Enrique Peña (exfutbolista)                                                                             |
| 4         | 4         | Miércoles, 21 de octubre de 2020    | Ver listaFer Vázquez (músico) Patricia Wolf (modelo y conductora) Ronnie Arias (presentador de televisión y radio) Cecilia Comunales (boxeadora) Sebastián Beltrame (comunicador) Rosario Castillo (comunicadora)       |
| 5         | 5         | Miércoles, 28 de octubre de 2020    | Ver listaMónica Navarro (música) Luis Orpi (actor y comediante) Varina de Cesare (comunicadora) Gerardo Nieto (músico) Florencia Infante (comunicadora y comediante) Alejandro Cappuccio (director técnico y escribano) |
| 6         | 6         | Miércoles, 4 de noviembre de 2020   | Ver listaMartina Graf (comunicadora) Mariano Martínez (músico) Soledad Ramírez (cantante) Robert Moré (actor) Claudia García (periodista) Lucas Madrid (surfista)                                                       |
| 7         | 7         | Miércoles, 11 de noviembre de 2020  | Ver listaLea Ben Sasson (cantautora) Roberto Hernández (periodista) Valeria Lynch (cantante) Fernando Tetes (comunicador) Lourdes Ferro (astróloga y tarotista) Facundo Santo Remedio (actor)                           |
| 8         | 8         | Miércoles, 18 de noviembre de 2020  | Ver listaJuan Carlos Scelza (periodista deportivo) Eunice Castro (comunicadora, actriz y modelo) El Reja (cantante) Jessy López (vedete y comunicadora) Analaura Barreto (comunicadora)                                 |
| 9         | 9         | Miércoles, 25 de noviembre de 2020  | Ver listaAndrea Ghidone (bailarina) Francis Andreu (cantante) Sergio Gorzy (periodista deportivo) Juancho de Posadas (deportista) Analaura Barreto (comunicadora)                                                       |
| 10        | 10        | Miércoles, 2 de diciembre de 2020   | Ver listaJulia Möller (comunicadora) Déborah Rodríguez (atleta y modelo) Kung Fu Ombijam (rapero) Gastón "Rusito" González (actor y comunicador) Karen Todoroff (periodista deportiva)                                  |
| 11        | 11        | Miércoles, 9 de diciembre de 2020   | Ver listaPatricia Fierro (modelo y conductora) Christian Di Candia (político) Santiago Urrutia (piloto de automovilismo) Adriana Da Silva (actriz y comunicadora)                                                       |
| 12        | 12        | Miércoles, 16 de diciembre de 2020  | Ver listaLuis Alberto Carballo (actor y comunicador) Noelia Campo (actriz y comunicadora) Vanessa Britos (cantante) Igor Yebra (bailarín, director del Ballet Nacional Sodre)                                           |
| 13        | 13        | Miércoles, 23 de diciembre de 2020  | Ver listaEspecial: Los momentos más especiales de la temporada |

### Segunda temporada: 2021
| N.º Serie | N.º Temp. | Fecha de emisión                  | Invitados |
| --------- | --------- | --------------------------------- | --- |
| 14        | 1         | Miércoles, 3 de marzo de 2021     | Ver listaMaría Gomensoro (comunicadora) Martín Sarthou (periodista) Victoria Saravia (modelo y comunicadora) Gonzalo Moratorio (científico, virólogo e investigador)                                                                                   |
| 15        | 2         | Miércoles, 10 de marzo de 2021    | Ver listaNacho Cardozo (bailarín, coreógrafo y director teatral) Sofía Rodríguez (comunicadora) Alfonsina Maldonado (atleta paralímpica) Guillermo Peluffo (músico)                                                                                    |
| 16        | 3         | Miércoles, 17 de marzo de 2021    | Ver listaDiego Ruete (cocinero y educador) Emilia Díaz (actriz y comunicadora) Federico Paz (comunicador) Ana Matyszczyk (periodista) |
| 17        | 4         | Miércoles, 24 de marzo de 2021    | Ver listaDaiana Abracinskas (abogada y comunicadora) Pablo Cuevas (tenista) Eduardo Larbanois (músico) Cecilia Olivera (periodista) |
| 18        | 5         | Miércoles, 31 de marzo de 2021    | Ver listaGregorio Iraola (doctor en biología e investigador) Jorge Seré (exfutbolista) Jimena Sabaris (actriz y conductora) Laura Martínez (conductora, actriz y bailarina)                                                                            |
| 19        | 6         | Viernes, 17 de septiembre de 2021 | Ver listaAnnasofía Facello (actriz y presentadora) Ricardo Alarcón (empresario y ex-dirigente del Club Nacional de Fútbol) Martín Kesman (periodista deportivo) Rosina Gil (primera bailarina del Ballet Nacional del Uruguay) Camila Sapin (cantante) |
| 20        | 7         | Viernes, 24 de septiembre de 2021 | Ver listaSofía Muñoz (pastelera y jurado de Bake Off Uruguay) Ignacio Ruglio (empresario y dirigente deportivo) Gustaf (actor, humorista, locutor y guionista) María Mendive (actriz y directora) Santiago Tavella (músico y escritor)                 |
| 21        | 8         | Viernes, 1 de octubre de 2021     | Ver listaLeonardo Lorenzo (actor y comunicador) Yesty Prieto (cantante) Luciana González (actriz y comunicadora) Alejandro Lembo (exfutbolista) Ofelia Placeres (exparticipante de Bake Off Uruguay)                                                   |
| 22        | 9         | Viernes, 8 de octubre de 2021     | Ver listaAgustín Casanova (cantante y actor) Paula Echevarría (comunicadora) Horacio Rubino (compositor) Rusito González (conductor y comediante) Dolores Moreira (regatista, campeona mundial juvenil)                                                |
| 23        | 10        | Viernes, 15 de octubre de 2021    | Ver listaDaniel Ketchedjian (mago y comunicador) María Pía Fernández (atleta) Emir Abdul (bailarín y coreógrafo) Stephanie Rauhut (emprendedora gastronómica y jurado de Bake Off Uruguay) Carlos "Chacho" Ramos (cantante)                            |
| 24        | 11        | Viernes, 22 de octubre de 2021    | Ver listaClipper (rapera) Gustavo Casenave (músico y compositor) Lourdes Ferro (astróloga y tarotista) Luis Silveira (baloncestista) Daro Kneubuhler (comunicador)                                                                                     |
| 25        | 12        | Viernes, 29 de octubre de 2021    | Ver listaSamantha Navarro (cantante y compositora) Raúl "Flaco" Castro (compositor y murguista) Decime Gian (trapero) Danna Liberman (actriz) Christian Font (comunicador)                                                                             |
| 26        | 13        | Sábado, 6 de noviembre de 2021    | Ver listaManuela da Silveira (comunicadora) Pablo Arnoletti (músico, integrante de Márama) Alaska (youtuber) Diego Pérez (extenista) Franklin Rodríguez (actor)                                                                                        |
| 27        | 14        | Viernes, 13 de noviembre de 2021  | Ver listaAndrea Menache (comunicadora) Carlos Malo (músico) Jorge Esmoris (actor) Mónica Willengton (comunicadora) Bruno Cetraro (remero) |
| 28        | 15        | Viernes, 19 de noviembre de 2021  | Ver listaGiannina Silva (modelo y comunicadora) Luana Persíncula (cantante) Julio Bocca (bailarín) Néstor Guzzini (actor) Mario Carrero (cantautor) |
| 29        | 16        | Viernes, 26 de noviembre de 2021  | Ver listaPablo Routin (murguista) Mónica Farro (vedette y actriz) Alejandro Sonsol (periodista deportivo) Gustavo Trelles (expiloto de rally) Romina Di Bartolomeo (modelo)                                                                            |
| 30        | 17        | Viernes, 3 de diciembre de 2021   | Ver listaKarina Vignola (presentadora) Roy Berocay (escritor y músico) Andy Vila (modelo y comunicadora) Miguel Ángel Cufos (cantante, integrante de Karibe con K) Eli Almic (rapera)                                                                  |
| 31        | 18        | Viernes, 10 de diciembre de 2021  | Ver listaAníbal Lavandeira (maratonista) Sara Perrone (comunicadora) Serrana Sequeira (vedette y modelo) Gonzalo Moreira (cantautor) Silvia Paiva (participante de Bake Off Uruguay)                                                                   |
| 32        | 19        | Viernes, 17 de diciembre de 2021  | Ver listaMarcos Da Costa (cantante) Carmen Morán (actriz, directora y cantante) Katja Thomsen (modelo) Silvia Pérez (periodista deportiva) Alejandro Spuntone (músico)                                                                                 |
| 33        | 20        | Jueves, 23 de diciembre de 2021   | Ver listaAbigail Pereira (vedette y actriz) Martín Inthamoussú (presidente del SODRE) Bananita Gonzáñez (actor) Verónica Piñeyrúa (comunicadora) Daniel Nogeira (médico y comunicador)                                                                 |
| 34        | 21        | Jueves, 30 de diciembre de 2021   | Ver listaAgus Padilla (cantante) Facundo Amestoy (ganador de Bake Off Uruguay) Gaspar Valverde (comunicador) Carolina Domínguez (periodista) Alejandro Camino (periodista y locutor)                                                                   |

### Tercera temporada: 2022
| N.º Serie | N.º Temp. | Fecha de emisión                 | Invitados |
| --------- | --------- | -------------------------------- | --- |
| 35        | 1         | Viernes, 3 de junio de 2022      | Ver listaSoledad Silveyra (actriz) Diego González (presentador) Paula Silva (actriz y modelo) Nelson Burgos (actor y comunicador) Divina Valeria (artista under)                                                                              |
| 36        | 2         | Viernes, 17 de junio de 2022     | Ver listaCharlotte Caniggia (modelo y personalidad de los medios) Eduardo Fernández "Gaucho Influencer" (comediante) Leandro Taboada (baloncestista) Jimena Márquez (actriz y directora teatral) Joaquín Perdomo "Jotapê" (cantante)          |
| 37        | 3         | Viernes, 24 de junio de 2022     | Ver listaVanina Escudero (actriz y bailarina) Martín Angiolini (músico y comunicador) Agó Páez Vilaró (artista plástica) Vanessa Estol (modelo y montañista, primera uruguaya en llegar a la cumbre del Monte Everest) Gustavo Garzón (actor) |
| 38        | 4         | Viernes, 1 de julio de 2022      | Ver listaNacho Cardozo (bailarín, coreógrafo y director teatral) Claudia Umpiérrez (árbito de fútbol) Charly Álvarez (dramaturgo) Lucila Rada (actriz y cantautora) Charly Sosa (músico)                                                      |
| 39        | 5         | Jueves, 7 de julio de 2022       | Ver listaFederico Paz (comunicador) Florencia Zabaleta (actriz) Matías Valdez (cantante y compositor) Anahí Lange (comunicadora y panelista) Fernando “Monti” Montero (médico y piloto de drifting)                                           |
| 40        | 6         | Jueves, 14 de julio de 2022      | Ver listaGuillermo Lockhart (escritor y comunicador) Jessica Zunino (vedette) Morena Simón (modelo y actriz) Miguel Ángel Cufos (cantante) Nicolás Núñez (periodista)                                                                         |
| 41        | 7         | Jueves, 21 de julio de 2022      | Ver listaLaura Falero (comediante) Mateo Sarni (basquetbolista) Jimena Sabaris (actriz y conductora) Ignacio Copani (cantautor) María García (comunicadora)                                                                                   |
| 42        | 8         | Jueves, 28 de julio de 2022      | Ver listaPedro Alfonso (actor) Karina Núñez (activista) Denis Elías (cantante) Valentina Barrios (actriz) Iñaki Urlezaga (bailarín y coreógrafo)                                                                                              |
| 43        | 9         | Jueves, 4 de agosto de 2022      | Ver listaLuciana Acuña (actriz) Jorge Bolani (actor) Martín Buscaglia (músico) Hugo Soca (chef y comunicador) Patricia Pita (piloto de rally)                                                                                                 |
| 44        | 10        | Jueves, 11 de agosto de 2022     | Ver listaDiego Drexler (músico) Agustina Morales (cantante e influencer) Marcelo Irachet (periodista) Ousmane N'Dong (futbolista) Leticia Cohen (comediante y actriz)                                                                         |
| 45        | 11        | Jueves, 18 de agosto de 2022     | Ver listaMauricio Dayub (actor) Evangelina "Evitta" Luna (influencer de TikTok) Marcelo Bornio (cocinero) Vicky Ripa (cantante) Gastón Izaguirre (artista plástico)                                                                           |
| 46        | 12        | Jueves, 25 de agosto de 2022     | Ver listaAna Prada (cantautora) Eduardo Rivas (periodista deportivo) Alberto Rivero (actor y director teatral) Judy del Bosque (maga) Fabián Carini (exfutolista)                                                                             |
| 47        | 13        | Jueves, 1 de septiembre de 2022  | Ver listaAndy Vila (presentadora) Sandra Rodríguez (periodista deportiva) Nicolás Cuestas (atleta) Juan Miguel Carzolio (periodista) Lionel Ferro (actor y cantante)                                                                          |
| 48        | 14        | Jueves, 8 de septiembre de 2022  | Ver listaOscar González Oro (presentador y locutor) Denise Casaux (comediante) Gastón Mieres (rugbista) Leticia Fernández Feijoo (modelo, bailarina y comunicadora) Máximo Goñi (relator)                                                     |
| 49        | 15        | Jueves, 15 de septiembre de 2022 | Ver listaGraciela Rodríguez (actriz) Sebastián González (comediante) Nani Rodríguez (presidenta de la Fundación Gonzalo Rodríguez) Natalie Yoffe (modelo, actriz y empresaria) Marcelo Acquistapace (psíquico y artista plástico)             |
| 50        | 16        | Jueves, 22 de septiembre de 2022 | Ver listaPatricia Sosa (cantante y compositora) Jorge Sanguinetti Martín (relator de fútbol) Rosina Benenati (actriz y comediante) Angelina Vunge (activista y política) Facundo Balta (cantante)                                             |
| 51        | 17        | Jueves, 29 de septiembre de 2022 | Ver listaFátima Flórez (actriz e imitadora) Santiago Comba (atleta de fitness) Camila Rajchman (presentadora e influencer) Frankie Lampariello (músico) Carla Lorenzo (actriz y cantante)                                                     |
| 52        | 18        | Jueves, 7 de octubre de 2022     | Ver listaPatricia Wolf (modelo y personalidad televisiva) Carlos "Bocha" Pintos (músico) Mariano Pagliari (comunicador) Dani Umpi (músico y artista visual) Natalia Ferrero (cantante)                                                        |
| 53        | 19        | Jueves, 13 de octubre de 2022    | Ver listaFabián Delgado (músico) Varina De Cesare (actriz y presentadora) Sofía Romano (actriz y comunicadora) Hugo Giachino (actor y director teatral) Valeria Ripoll (sindicalista y panelista de televisión)                               |
| 54        | 20        | Jueves, 21 de octubre de 2022    | Ver listaBraulio López (cantautor) Alejandro Balbi (vicepresidente del Club Nacional de Football) Mirella Pascual (actriz) Javo Machado (influencer) Nadia Theoduloz (modelo)                                                                 |
| 55        | 21        | Jueves, 28 de octubre de 2022    | Ver listaJaime Clara (periodista y presentador) Shulay Cabrera (comediante) Karina Vignola (presentadora) Chepe Irisity (actor) Marihel Barboza (cantante)                                                                                    |
| 56        | 22        | Jueves, 3 de noviembre de 2022   | Ver listaSofía Rodríguez (periodista y presentadora) Cinthia Caballero (periodista y actriz) Obdulio Trasante (exfutbolista) Santiago Wilkins (periodista) Agösto Latino (actor)                                                              |
| 57        | 23        | Jueves, 10 de noviembre de 2022  | Ver listaRaquel Daruech (periodista) Paola Dalto (dj y personalidad de televisión) Mauricio Larriera (exfutbolista y entrenador) Lu Ferreira (cantante) Pablo Robles (actor)                                                                  |
| 58        | 24        | Jueves, 17 de noviembre de 2022  | Ver listaDiego Topa (actor, animador infantil y presentador) Luis Pierri (ex-baloncetista) Viviana Ruggiero (periodista y presentadora) Alfonsina Álvarez (cantante) Laura Keoroglian (entrenador espiritual)                                 |
| 59        | 25        | Jueves, 24 de noviembre de 2022  | Ver listaLuis Alberto Carballo (presentador) Meri Deal (cantante) Kiril Wachsmann (baloncestista) Florencia Gularte (vedette y coreógrafa) Joaquín Doldán (escritor y dramaturgo)                                                             |
| 60        | 26        | Jueves, 1 de diciembre de 2022   | Ver listaEduardo Calvo (humorista) Denise Mota (periodista) Álvaro Rafael González (futbolista) Fiorella Bottaioli (actriz) Popo Romano (músico)                                                                                              |
| 61        | 27        | Jueves, 8 de diciembre de 2022   | Ver listaLucas Sugo (cantante y compositor) Cecilia Bonino (presentadora) Daniel Drexler (músico) Carina Méndez (actriz) Julián Schweizer (surfista prosefional)                                                                              |
| 62        | 28        | Jueves, 15 de diciembre de 2022  | Ver listaSandra Mihanovich (cantante) Rodrigo Garmendia (actor) Florencia Infante (actriz y comunicadora) Juan Pablo Brianza (comunicador y productor) Pablo Atchugarry (escultor)                                                            |
| 63        | 29        | Jueves, 22 de diciembre de 2022  | Ver listaCacho de la Cruz (actor, comediante y productor) Giannina Silva (presentadora y modelo) Alfredo Echegaray (relacionista público y dj) Mikael Aprahamian (yudoca) Patricia Martin (periodista)                                        |

### Cuarta temporada: 2023
| N.º Serie | N.º Temp. | Fecha de emisión           | Invitados |
| --------- | --------- | -------------------------- | --- |
| 64        | 1         | Viernes, 5 de mayo de 2023 | Ver listaAgus Padilla (cantante) Selva Pérez (actriz de teatro e influencer de TikTok) Juan Antonio Saraví (actor y director teatral) Lucía Rodríguez Cabrera (comediante y presentadora) Emilio Izaguirre (periodista) |

### Quinta temporada: 2024
| N.º Serie | N.º Temp. | Fecha de emisión                 | Invitados |
| --------- | --------- | -------------------------------- | --- |
|           | 1         | Jueves, 12 de septiembre de 2024 | Ver listaCatalina Ferrand (presentadora) Guillermo Peluffo (músico) Humberto de Vargas (presentador y actor) Mari O’Neill (influencer)                                      |
|           | 2         | Jueves, 19 de septiembre de 2024 | Ver listaKarina Vignola (presentadora y actriz) Daro Kneubuhler (periodista y comunicador) Gastón González Díaz (presentador y comediante) Rosina Gil (bailarina de ballet) |